# Herpert van Foreest (1935-2010)
Jhr. Herpert van Foreest (4 juni 1935 - Den Haag, 6 januari 2010) was een Nederlandse marineofficier. Zijn hoogst bereikte rang was viceadmiraal. Van 1989 tot 1992, tijdens de Golfoorlog, was hij bevelhebber der Zeestrijdkrachten. Daarna was hij van 1992 tot 1998 werkzaam als assistent-secretaris-generaal van de NAVO.